# Rudolf Jordan (maler)
 For alternative betydninger, se Rudolf Jordan. (Se også artikler, som begynder med Rudolf Jordan)
Rudolf Jordan (født 4. maj 1810 i Berlin, død 25. marts 1887 i Düsseldorf) var en tysk maler.
Jordan, der på Düsseldorfs Akademi oplærtes under Friedrich Wilhelm von Schadow og Karl Ferdinand Sohn, slog 1834 
igennem med Frieri på Helgoland (Berlins Nationalgalleri), der med sin humor og sin sunde troværdighed blev et friskt pust i Düsseldorfkunsten. Fiskernes og lodsernes liv blev hans skattede domæne (desuden nogle mindre betydelige italienske folkelivsbilleder). Af hans mange arbejder, der efterhånden gled over i rutinen, nævnes Lodsens død, Enkens trøst (1866) i Berlins Nationalgaleri, Redning fra skibbrudet (Dresdens galleri), Sygesuppen (Düsseldorfs Kunsthalle). Jordan, der var professor (blandt hans mange elever mærkes Benjamin Vautier), virkede tillige som akvarelmaler, illustrator og raderer.